# Champions for Life
El Champions for Life es un partido de fútbol amistoso que se juega por la infancia y donde los niños son los protagonistas. Es una idea de UNICEF y la Fundación de LaLiga que se puso en marcha para recaudar fondos para los niños más necesitados.
UNICEF destinará los fondos conseguidos a favor de la infancia que vive situaciones de emergencia, mientras que la Fundación de LaLiga los destinará a proyectos propios de carácter social y a los presentados por sus clubes/Fundaciones, relacionados con las necesidades más básicas de la infancia, tanto en España como fuera de sus fronteras.

## Ediciones
Se resume el conjunto de las ediciones del partido amistoso Champions for Life:
| Edición  | Año  | Estadio           | Sede    | Local              | Visitante        | Resultado | Recaudación |
| I (1ª)   | 2013 | Santiago Bernabéu | Madrid  | Este               | Oeste            | 8 – 6     | 550.000 €   |
| II (2ª)  | 2014 | Vicente Calderón  | Madrid  | Este               | Oeste            | 2 – 3     | 405.299 €   |
| III (3ª) | 2016 | Benito Villamarín | Sevilla | Selección Andaluza | Selección LaLiga | 3 – 1     | 251.648 €   |